# Matthias Wollgast

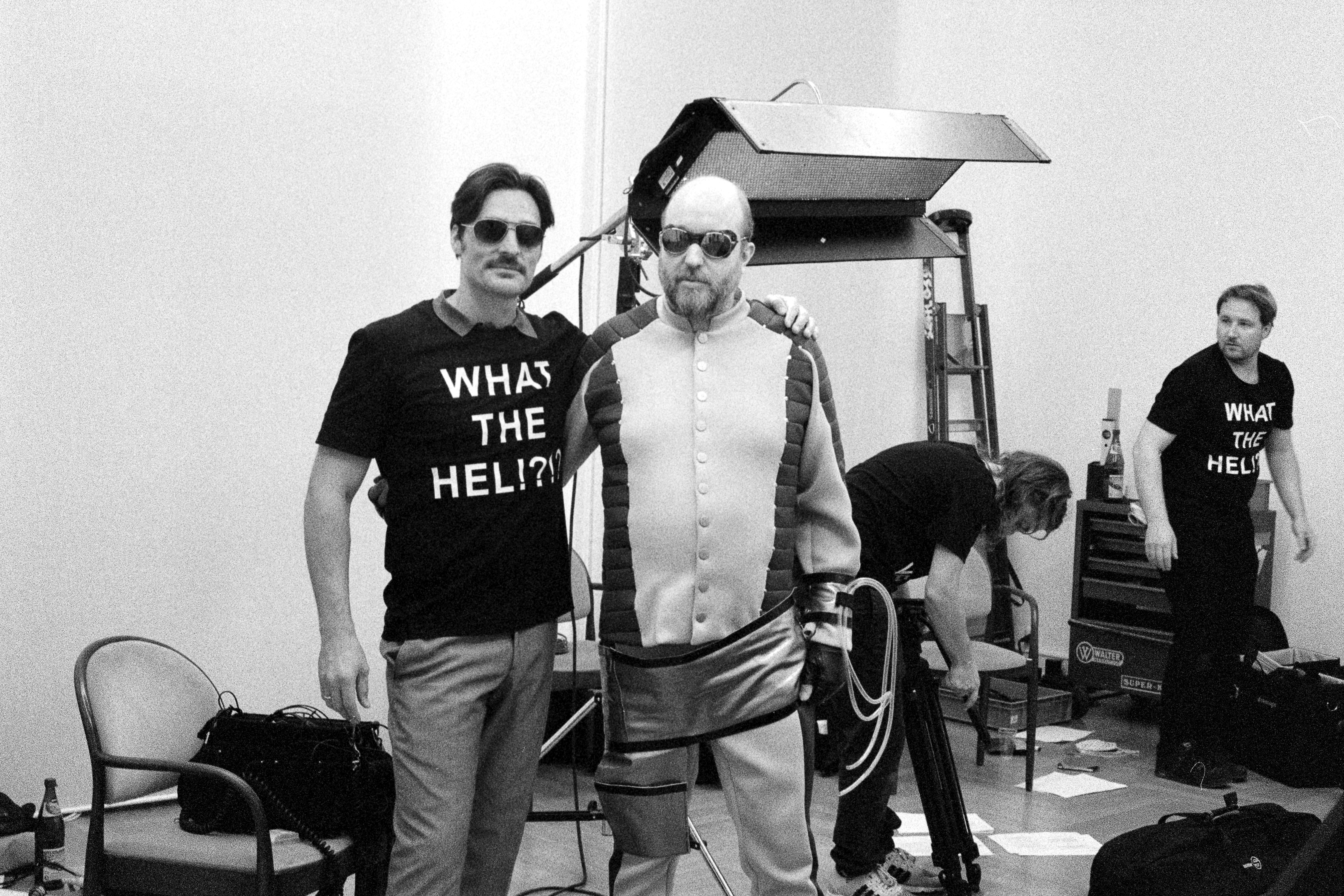
Matthias Wollgast und Stefan Lampadius, 2020

Matthias Wollgast (* 1981 in Siegburg, Nordrhein-Westfalen) ist ein deutscher Künstler und Fotograf.

## Leben und Werk
Matthias Wollgast wurde 1981 in Siegburg geboren. Von 2004 bis 2011 studierte er an der Kunstakademie Düsseldorf. Nach dem Akademiebrief folgte bis 2014 ein Postgraduales Studium an der Kunsthochschule für Medien in Köln.
Zur Realisierung seiner Konzepte verwendet Wollgast unterschiedliche Medien wie Malerei, Zeichnung, kameralose Fotografie und Film. „Die Arbeit von Matthias Wollgast ist stets geprägt von der bewussten Umdeutung, Verschleierung und Infragestellung von Urheber*innenschaft. Realität und Erzählung fließen so ineinander, dass man sich nie ganz sicher sein kann, welche Elemente seiner Arbeit, welcher dieser Sphären zuzuordnen sind.“, schreibt die Kunsthalle Düsseldorf im Rahmen der Ausstellung l‘archive d‘Amuse über ihn. So kann zum Beispiel bei Wollgast ein einzelnes Motiv in Form einer kameralosen Fotografie, als Reproduktion auf einer Postkarte, als Teil eines Künstlerbuches oder als integraler Bestandteil einer Installation erscheinen.
Er erhielt für seine Arbeiten unter anderem den Förderpreis des Landes Nordrhein-Westfalen für junge Künstlerinnen und Künstler als auch den Kunstpreis der Stadt Bonn.
Wollgast lebt und arbeitet in Düsseldorf.

## Ausstellungen / Publikationen

### Einzelausstellungen
- 2015: A Hose is, 31. Oktober bis 15. November 2015, Parkhaus im Malkastenpark
- 2015: The shared Oasis of the Gift Shop, 30. Januar bis 5. Februar 2015, Schmela-Haus/Kunstsammlung NRW K20/21
- 2017: Stock and Store, 26. Oktober 2017 bis 3. Dezember 2017, Kunstraum München
- 2018: The Steps with no Name, 21. April bis 24. Juni 2018, Kunstmuseum Bonn
- 2023: l‘archive d‘Amuse, 1. März bis 4. Juni 2023, Kunsthalle Düsseldorf
- 2024: Salon Imaginaire, 27. April bis 1. September 2024, Märkisches Museum Witten

### Gruppenausstellungen
- 2011: Echoraum 4: “vom photo”, 20. April bis 28. August 2011, Bundeskunsthalle Bonn
- 2014: Grain, Wood, Flax, Turf, 27. September bis 19. Oktober 2014, Kunstgalerie Voorkamer in Lier, Belgien
- 2015: 69. Internationaler Bergischer Kunstpreis der National-Bank AG, 28. August bis 8. November 2015, Kunstmuseum Solingen
- 2018: Fragen an das Medium, 14. April bis 1. Juli 2018, Kunsthaus Nordrhein-Westfalen Kornelimünster
- 2019: Next Generations – Aktuelle Fotografie made im Rheinland, 27. Januar bis 5. Mai 2019, Museum Morsbroich
- 2019: who’s afraid of Bauhaus – Kritische Reflexionen zum 100., 15. Februar bis 12. Mai 2019, Museum Ratingen
- 2019: Lust der Täuschung, 22. Februar bis 30. Juni 2019, Ludwig Forum für Internationale Kunst
- 2019: Der Funke Gottes! – Schatz + Wunderkammern im Bamberger Diözesanmuseum, 27. Juli bis 10. November 2019, Diözesanmuseum Bamberg
- 2020: Reale Fiktionen & ebensolche Simulationen, 20. September bis 15. November 2020, Museum Morsbroich
- 2025: gimme, gimme more. SAMMELMUT VON 1912 BIS MORGEN, 1. Februar 2025 bis 16. März 2025, Kunsthalle Wilhelmshaven[4]

### Publikationen
- 2016: The Age of Neptune: Leben und Werk des Jan Usinger. Strzelecki Books, Köln 2016, ISBN 978-3-942680-93-6, S. 66 ff.[5]
- 2018: The Steps with no Name. Texte von Stephan Berg, Jan Bonny, Grischka Petri, Maximilian Rauschenbach, Barbara J. Scheuermann. Verlag für moderne Kunst, Wien 2018, ISBN 978-3-903228-79-5.[6]
- 2021: Making-Of. Verlag für moderne Kunst, Wien 2021, ISBN 978-3-903796-79-9.[7]

## Auszeichnungen (Auswahl)
- 2015: Bergischer Kunstpreis für die Installation The shared Oasis of the Gift Shop im Kunstmuseum Solingen
- 2016: Förderpreis des Landes Nordrhein-Westfalen für junge Künstlerinnen und Künstler in der Sparte Malerei, Graphik, Bildhauerei
- 2016: Förderpreis für Bildende Kunst der Landeshauptstadt Düsseldorf
- 2017: Kunstpreis der Stadt Bonn
- 2020: Arbeitsstipendium der Stiftung Kunstfonds